# Železniční tunel Sozina
Železniční tunel Sozina se nachází v Černé Hoře na trati Bělehrad–Bar. Je nejdelším tunelem v Černé Hoře i na trati, která spojuje srbskou metropoli s Jaderským mořem. Dlouhý je 6170 m a je jednokolejný. 
Tunel pomáhá překonat horský hřeben stejného jména, který odděluje Jaderské moře od Skaderského jezera. Na severu ústí v blízkosti vesnice Limljani a na jihu k městu Sutomore. 
Tunel byl budován v 50. letech 20. století. Přípravné práce na jeho výstavbu byly zahájeny roku 1952 a slavnostně byl otevřen roku 1959. Tehdy však železniční trať spojovala pouze města Bar a Podgorici (resp. Titograd).
Souběžně s ním vede 4 km dlouhý silniční tunel Sozina vybudovaný v roce 2005.